# جامعة العبور
جامعة العبور هي جامعة أهلية مصرية منبثقة من جامعة بنها الحكومية في مدينة العبور بمحافظة القليوبية في مصر وتضم عشرة كليات.

## الكليات
- كلية الطب البشري
- كلية التربية
- كلية التمريض